# Calamaria joloensis
Calamaria joloensis е вид змия от семейство Смокообразни (Colubridae).

## Разпространение
Видът е разпространен във Филипини.